# Loki-Schmidt-Garten

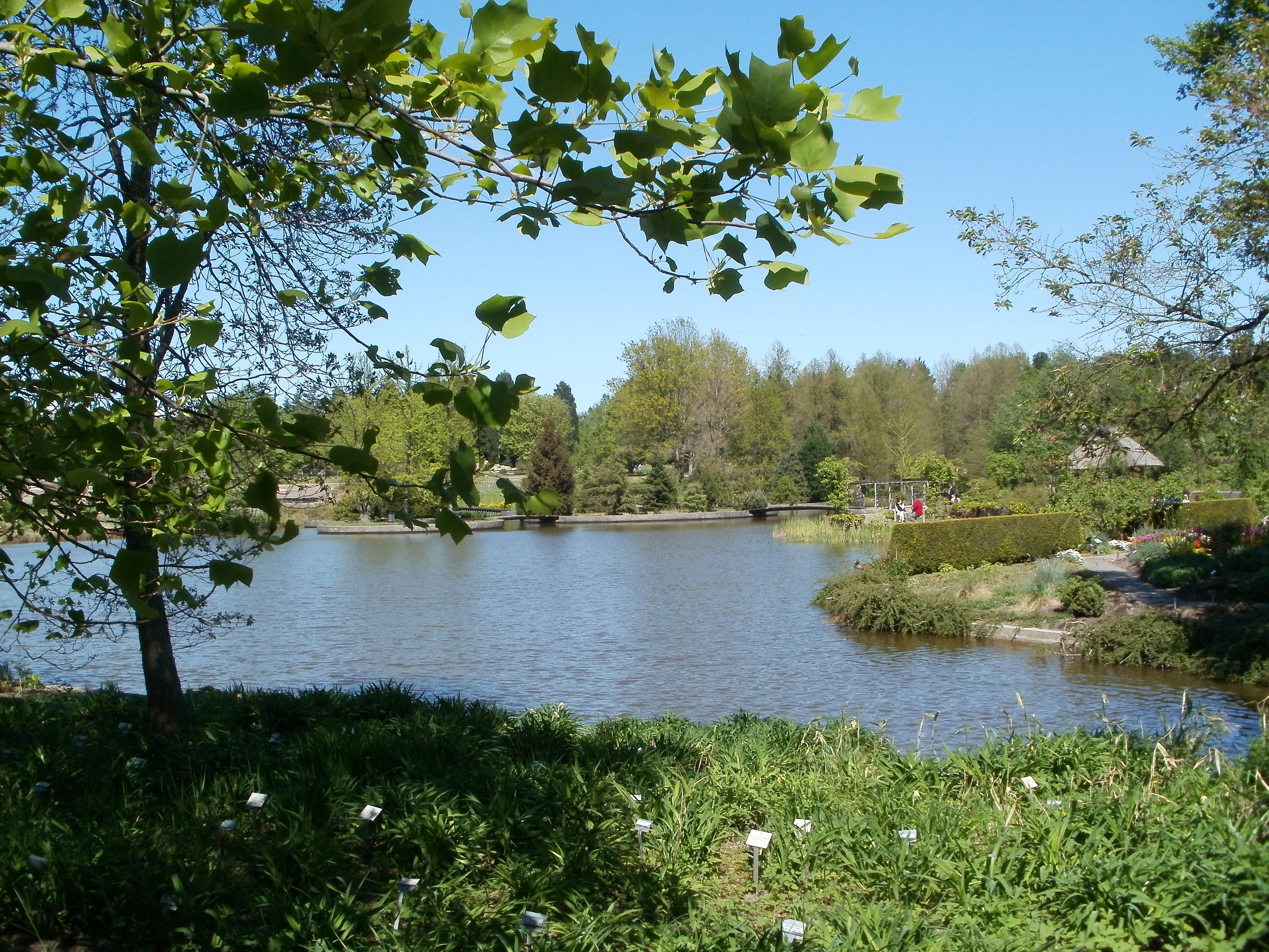
Freigelände Loki-Schmidt-Garten

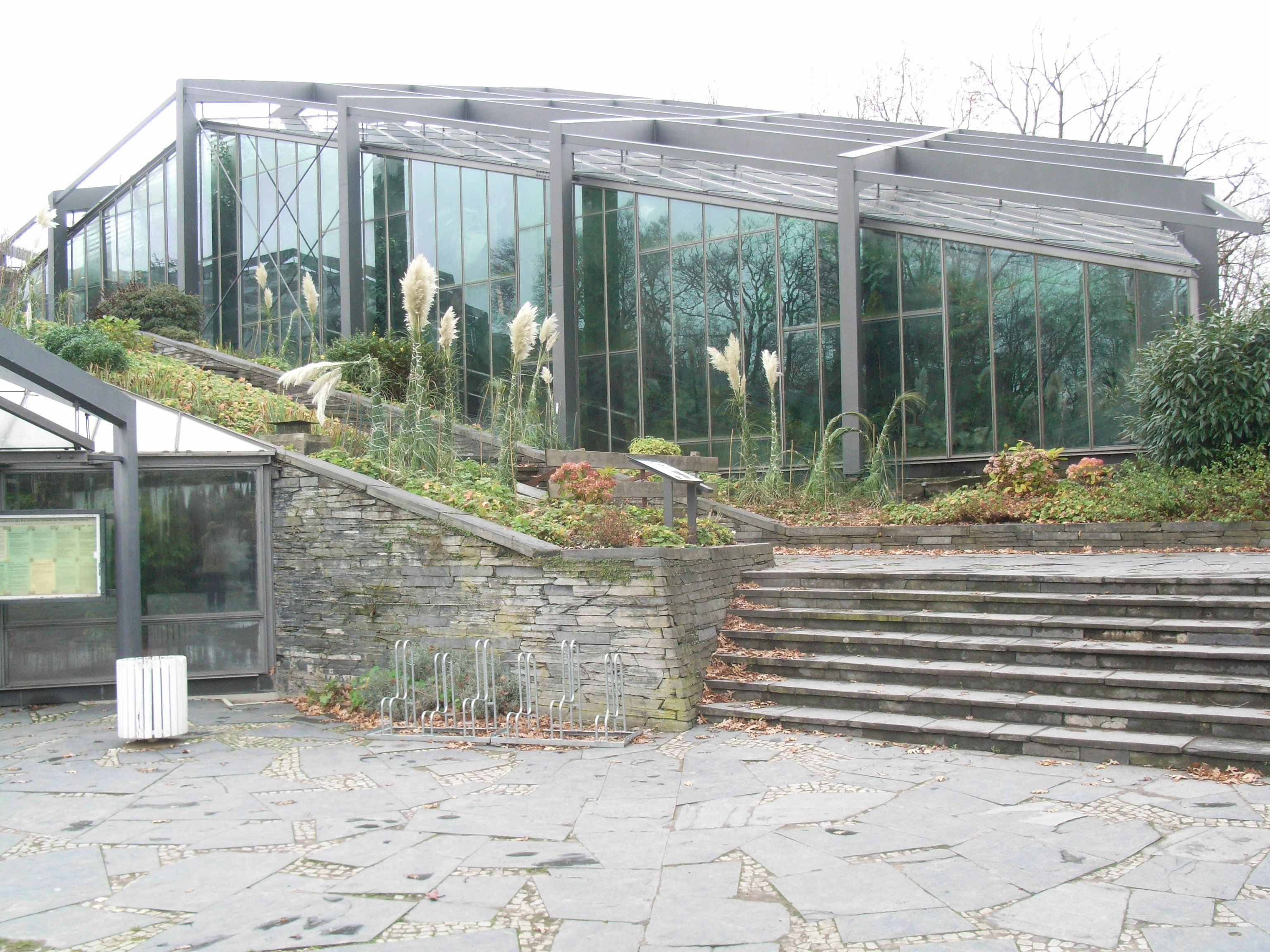
Tropengewächshäuser in Planten un Blomen am Dammtor

Der Loki-Schmidt-Garten ist ein öffentlicher Botanischer Garten beim Biozentrum der Universität Hamburg in Hamburg-Osdorf am S-Bahnhof Klein Flottbek. Bis 2012 hieß er Neuer Botanischer Garten. Zu ihm gehören weiterhin die Schaugewächshäuser des früheren Botanischen Gartens auf dem Gelände von Planten un Blomen am Dammtor.

## Geschichte

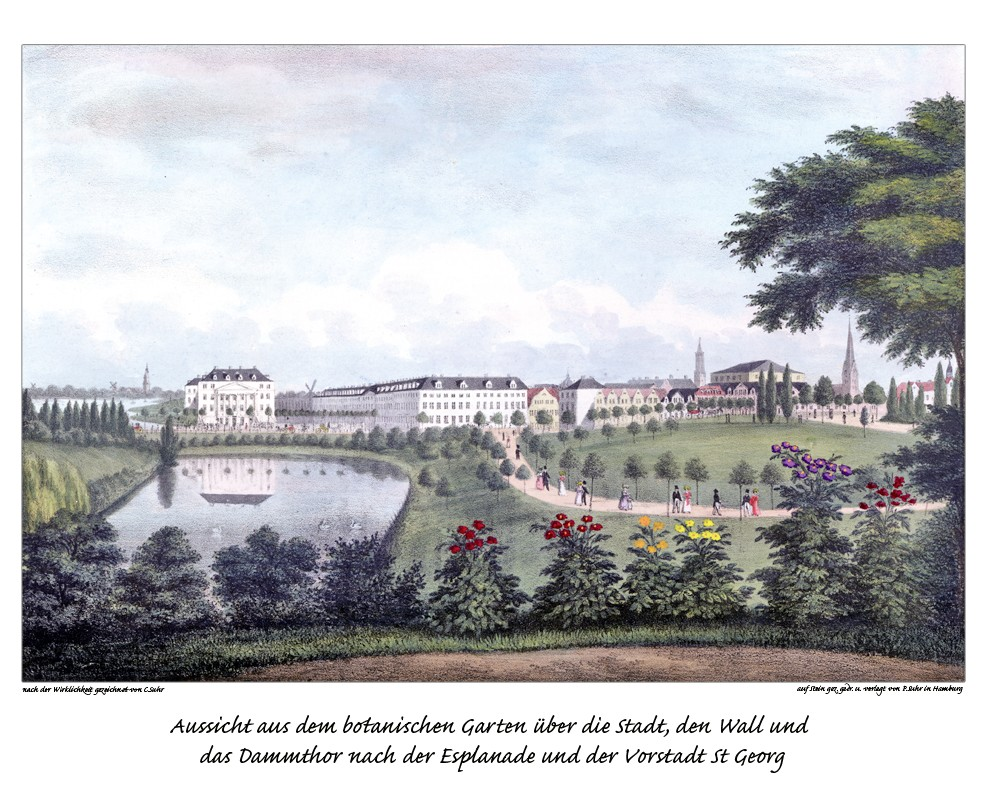
Der Botanische Garten Mitte des 19. Jahrhunderts, Lithografie der Gebrüder Suhr

Der Botanische Garten in Hamburg wurde 1821 von Johann Georg Christian Lehmann gegründet. Erster technischer Leiter (Inspektor) war Johann Heinrich Ohlendorff. Ursprünglich 2,5 ha groß wurde er mehrfach erweitert. Nachfolger von Ohlendorff wurde Eduard Otto (1812–1885). Von 1845 bis 1852 übernahm er für Lehmann die Leitung des Gartens und wurde dafür zum Garteninspektor ernannt. Nach dem Tode von Johann Georg Christian Lehmann 1860 übernahm Eduard Otto wieder die Leitung. Im Juli 1863 wurde Heinrich Gustav Reichenbach als Direktor eingesetzt. 1857 hatte der Senat den botanischen Garten in ein Staatsinstitut überführt; seit der Gründung der Universität Hamburg 1919 gehört er zu deren Botanischen Institut. Bis in die 1970er Jahre lag der Garten ausschließlich in den Hamburger Wallanlagen auf dem Gelände des heutigen Parks Planten un Blomen. Er wurde unter anderem von den Wissenschaftlern Amalie Dietrich, Otto Wilhelm Sonder und Heinrich Gustav Reichenbach genutzt.
Die Luftangriffe auf Hamburg im Zweiten Weltkrieg zerstörten große Teile der Freilandflächen und der Gewächshäuser. Der Neuaufbau des Botanischen Gartens war in starkem Maße durch die drei Internationalen Gartenbauausstellungen (IGA) der Jahre 1953, 1963 und 1973 geprägt.
Zunächst stand für die IGA 1953 die Beseitigung der Kriegsschäden und die Wiederherstellung einer ansprechenden Gartenanlage im Vordergrund. Im Rahmen der IGA 1963 wurden von dem Architekten Bernhard Hermkes und dem Gartenbauingenieur Johannes Apel die 2.500 m² großen Tropengewächshäuser errichtet und von Karl Plomin der gesamte Alte Botanische Garten umgestaltet.
Mit der IGA 1973 wurde zugleich die Verlegung des Botanischen Gartens geplant, sie wurde 1970 durch die Hamburger Bürgerschaft beschlossen. Der Bau des Neuen Botanischen Gartens begann 1971, nach knapp achtjähriger Bauzeit konnte am 5. Juli 1979 die etwa 25 ha große Freifläche eröffnet werden. Die Tropengewächshäuser verblieben am alten Standort. 1986 wurden die noch bestehenden Reste des Alten Botanischen Gartens in einen öffentlichen Park umgewandelt. Das dortige Gebäude des Botanischen Instituts wurde später von der Bucerius Law School bezogen und um zwei zusätzliche Neubauten ergänzt.
Am 23. Oktober 2012 wurde der Neue Botanische Garten zu Ehren von Hannelore „Loki“ Schmidt in Loki-Schmidt-Garten umbenannt.

## Aufbau und Umfang
Der Botanische Garten stellt in erster Linie eine wissenschaftliche Sammlung für die Lehr- und Forschungsaufgaben des Biologischen Instituts zur Verfügung und beliefert das Biozentrum mit dem für seine Arbeit notwendigen Pflanzenmaterial, ist aber gleichzeitig eine öffentliche Grünanlage und soll dem Informationsbedürfnis der Öffentlichkeit zu botanischen Fragen gerecht werden. Seit etwa 1980 ist er in verschiedene Artenschutzprojekte integriert und unterhält einige sogenannte Schutz- und Erhaltungssammlungen. Sowohl das Freigelände als auch die Tropengewächshäuser sind zu den Öffnungszeiten unentgeltlich zugänglich.

### Freigelände
Das Freigelände befasst sich mit verschiedenen Aspekten der Biologie, Ökologie, Verbreitung und Verwandtschaft der Pflanzen, aber auch mit Fragen ihrer Nutzung und Verarbeitung. Es ist in die drei thematischen Bereiche Pflanzensystematik, Pflanzengeographie und Pflanze und Mensch geteilt.
Im Zentrum des Gartens befindet sich auf einer Fläche von 3000 m² das Pflanzensystem, die Phylogenetische Uhr. Ungeachtet der geographischen und ökologischen Herkunft werden hier die Pflanzen rein nach ihrer natürlichen Verwandtschaft gezeigt.
Der Bereich Pflanzengeographie stellt unterschiedliche naturräumliche Regionen vor. Dabei wird versucht, dies mit Pflanzen zu erreichen, die auch im Hamburger Klima im Freiland wachsen. Die Pflege mancher Bereiche, die von diesem Klima stark abweichende Räume darstellen, wie Gebirge, Moore oder Dünenlandschaften, erfordert jedoch erheblichen Aufwand. Besonders hervorzuheben sind in diesem Bereich die Darstellung des südöstlichen Nordamerikas durch einen Hain von Sumpfzypressen, der chinesische Garten und der von Yoshikuni Araki gestaltete japanische Garten.
Im Bereich Pflanze und Mensch soll die Verzahnung des menschlichen Lebens mit der Botanik darstellen. Hier finden sich umfangreiche Sammlungen von Nutz- und Zierpflanzen ebenso wie solche von Giftpflanzen. In Form verschiedener Themengärten (z. B. niederdeutscher Bauerngarten, Bibelgarten, Rosengarten) werden auch kulturhistorische Aspekte vorgestellt. Der 2005 eröffnete 3.000 m² große Wüstengarten bietet einen naturnah gestalteten Teil und einen Teil zu typischer Oasenlandwirtschaft. Er soll besonders Aspekte von Wüstenbildung und Desertifikation darstellen.
2021 wurde ein neuer Rosengarten eröffnet. Hier werden einige wichtige Vertreter der Wildrosen, Beetrosen, Edelrosen, Strauch- und Kletter-Rosen gezeigt. Anlässlich der Eröffnung wurde eine neue Beetrosen-Sorte auf den Namen 'Loki' getauft.
Die Anzuchtgewächshäuser auf dem Freigelände dienen bis auf kleine Schau- und Veranstaltungsräume dem Forschungsbetrieb des Biozentrums und sind eine seiner zentralen Einrichtungen.

### Wege durch den Loki-Schmidt-Garten

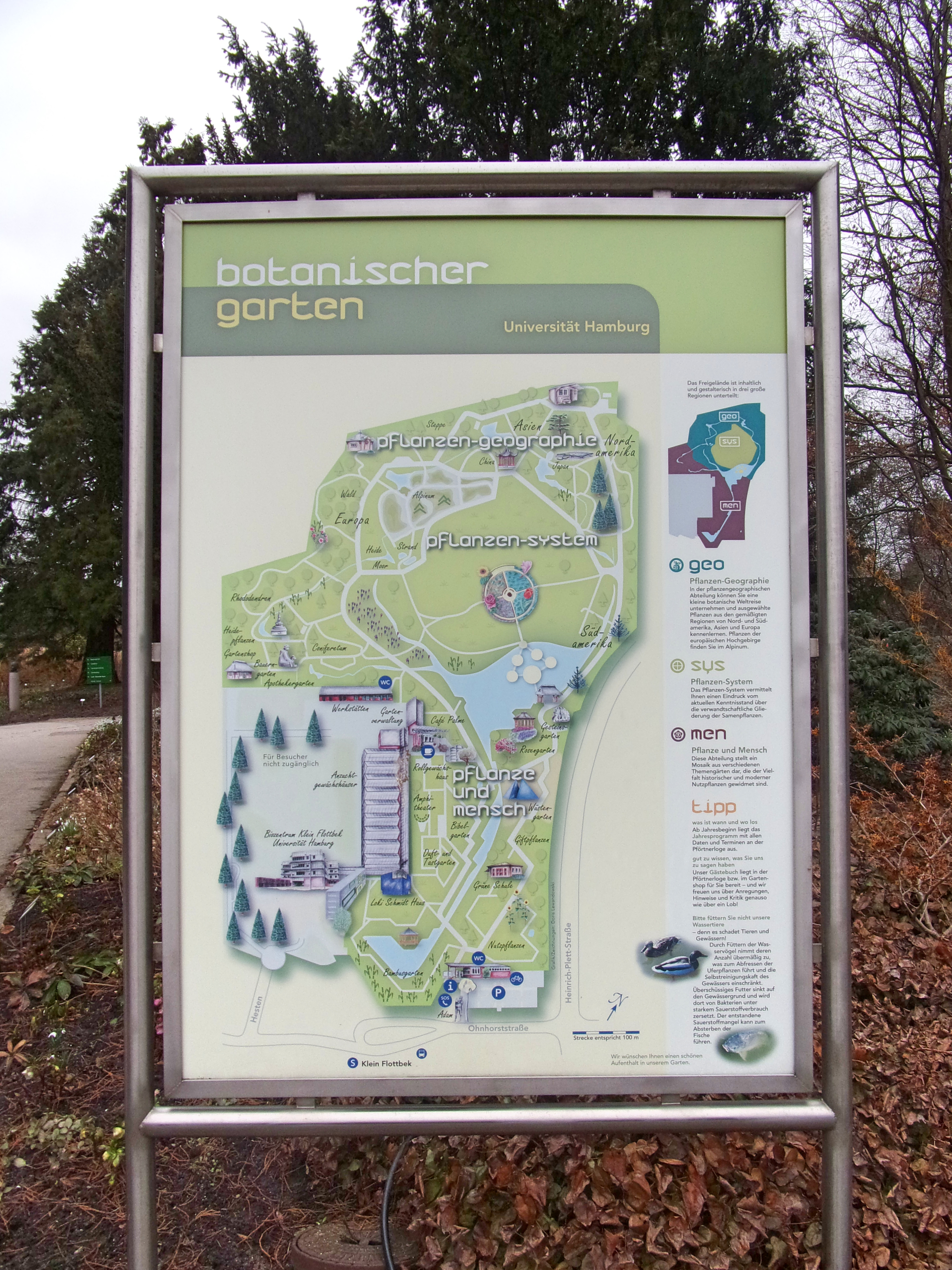
Hamburg, Klein Flottbek, Plan Botanischer Garten (Loki-Schmidt-Garten) mit Institutsgebäude und Anzuchtgewächshäusern

Der Hauptweg umrahmt ein Gewässer. Entgegen dem Uhrzeigersinn werden die Gebiete Nutzpflanzen, Giftpflanzen, Wüsten-, Rosen- und Gesteinsgarten tangiert. Weiter nördlich folgen Bäume und andere Gewächse von Süd- und Nordamerika. Der Weg verläuft im nördlichen Bogen durch japanische und chinesische Gärten. In südlicher Richtung folgen Wälder Europas. Er verzweigt gegen Ende zum Museum Loki Schmidt Haus und zum Eingang.

## Tropengewächshäuser in Planten un Blomen
Die Tropengewächshäuser befinden sich in Planten un Blomen am Dammtor. Die Gewächshäuser sollen Pflanzen kultivieren, die in fremden Klimazonen beheimatet sind. Sie sind in verschiedene baulich getrennte Bereiche unterteilt, die jeweils eigene Klimabedingungen haben: Tropenhaus, Palmfarnhaus, Subtropenhaus, Farnhaus und Kakteenhaus. Jedes Gewächshaus stellt entweder die Pflanzengesellschaften einer bestimmten Klimazone oder eine bestimmte Pflanzengruppe vor. Das Palmfarnhaus zeigt eine seltene Sammlung dieser sehr langsam wachsenden Pflanzen, von denen einige über 100 Jahre alt sind und zu den ersten nach Europa eingeführten Exemplaren der Brotpalmfarne gehören. Die Gewächshäuser sind geschlossen und sollen bis 2029 saniert werden.

## Kooperationen
Eine gemeinsame Einrichtung des Landesinstituts für Lehrerbildung und Schulentwicklung sowie der Universität Hamburg, Fachbereich Biologie, ist die Grüne Schule. Diese gibt Zimmerpflanzen und Versuchspflanzen zur Zellenlehre heraus, bei entsprechendem Bedarf aber auch fleischfressende Pflanzen (Carnivoren), Sukkulenten, Pflanzen zur Evolution des Blattes, Baumscheiben, Duftgeranien, vorgetriebene Zwiebeln und tropische Nutzpflanzen.
Ein Förderverein, die Gesellschaft der Freunde des Botanischen Gartens Hamburg e. V., bietet regelmäßig fachkundige Führungen mit wechselnden Themenschwerpunkten durch das Freigelände und durch die Tropengewächshäuser an, zusätzlich werden Pflanzenberatungen und Seminare veranstaltet und einige spezielle Bereiche im Freigelände betreut.

## Museum
Mit Förderung durch die Zeit-Stiftung entstand das Loki-Schmidt-Haus als Museum für Nutzpflanzen der Universität Hamburg und Nachfolger der Sammlungen der Botanischen Institute. Die im Museum aufbewahrte Sammlung beinhaltet vom Menschen genutzte Pflanzen sowie deren Rohprodukte und Aufbereitungsstufen. Einer der Schwerpunkte sind Nutzpflanzen aus Übersee. Heute umfasst die Sammlung des Museums ca. 50.000 Objekte, darunter die Karpologische Sammlung, die Lehrsammlung für Unterrichtszwecke sowie Sammlungen von Arzneipflanzen, Pilzen und Hölzern. Das puristisch gestaltete Gebäude mit der charakteristischen kobaltblauen Fliesenverkleidung umschließt rund 460 m² Ausstellungsfläche.

## Kunstwerke
Vor dem Eingang zum Freigelände wurde 1982 die Bronzeplastik „Adam plündert sein Paradies“ von Waldemar Otto aufgestellt. Ursprünglich sollte noch eine Eva-Figur hinzugestellt werden, deren Hand noch heute im goldenen Apfelbaum zu sehen ist. Doch nach öffentlichen Protesten wegen Gestaltung und Kosten der Figuren wurde schließlich darauf verzichtet. Unbekannte malten „Adam“ nach einiger Zeit eine Unterhose auf, die zunächst mehrmals entfernt wurde, schließlich aber bestehen blieb. 2021 ließ der Hamburger Kaufmann Jürgen Jencquel auf seine Kosten eine Skulptur von dem Hamburger Mäzen Max Emden anfertigen, die im Garten aufgestellt wurde.
Loki Schmidt wurde bereits zu Lebzeiten ein Denkmal im Botanischen Garten gesetzt.

## Fotos und Karte
Koordinaten: 53° 33′ 44″ N, 9° 51′ 40″ O

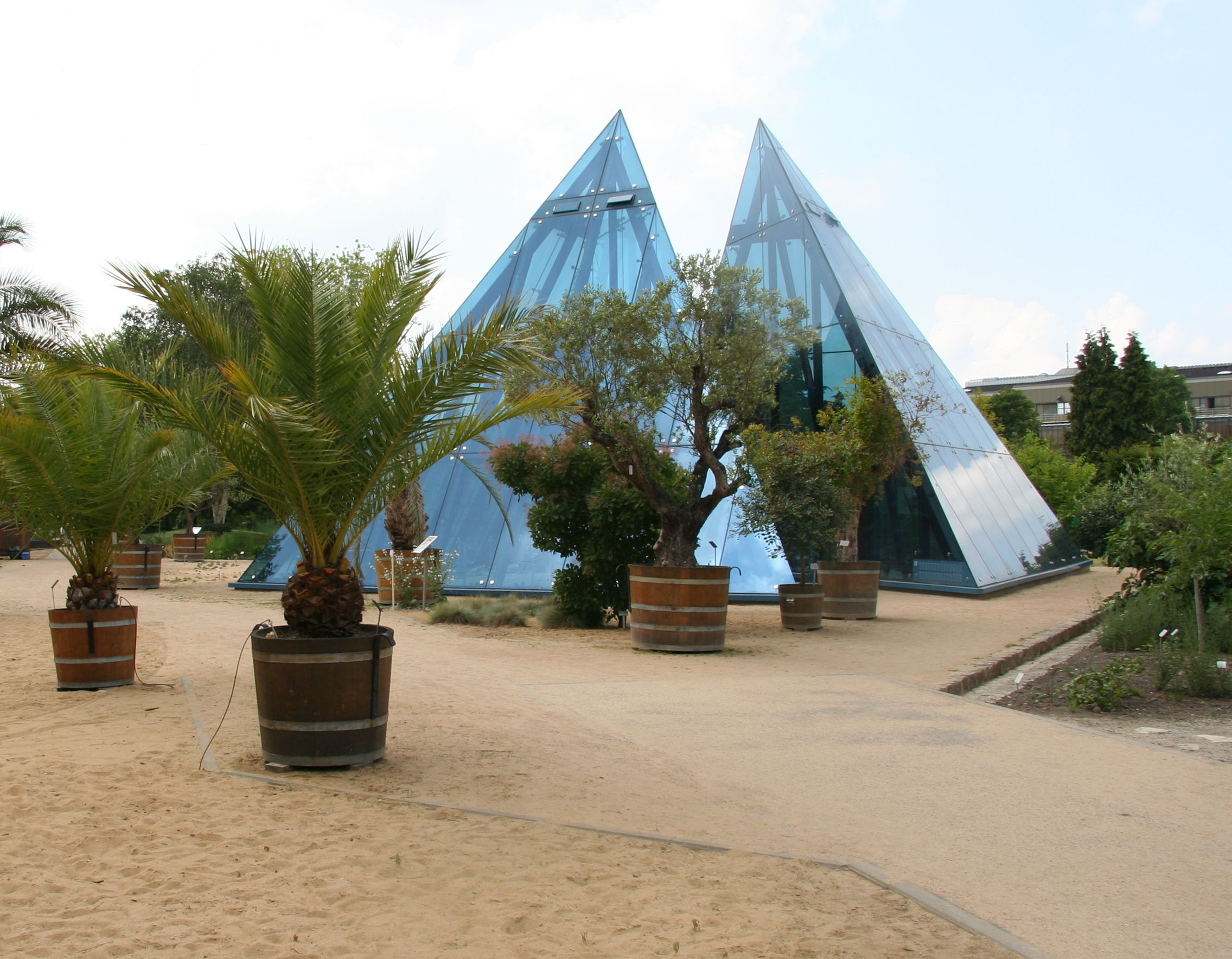
Der „Wüstengarten“, ein Geschenk der Vereinigten Arabischen Emirate an Hamburg
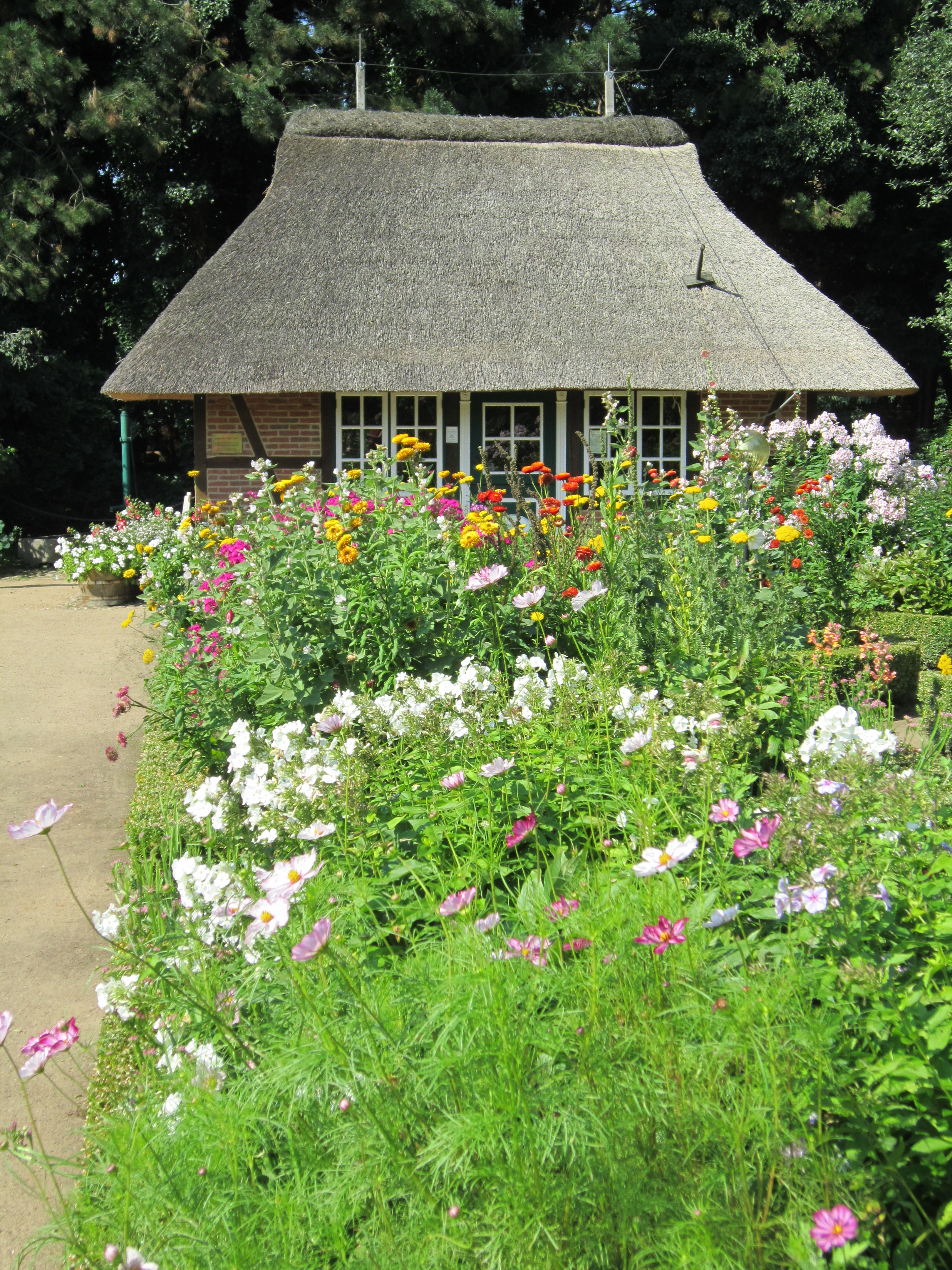
Bauerngarten im Loki-Schmidt-Garten
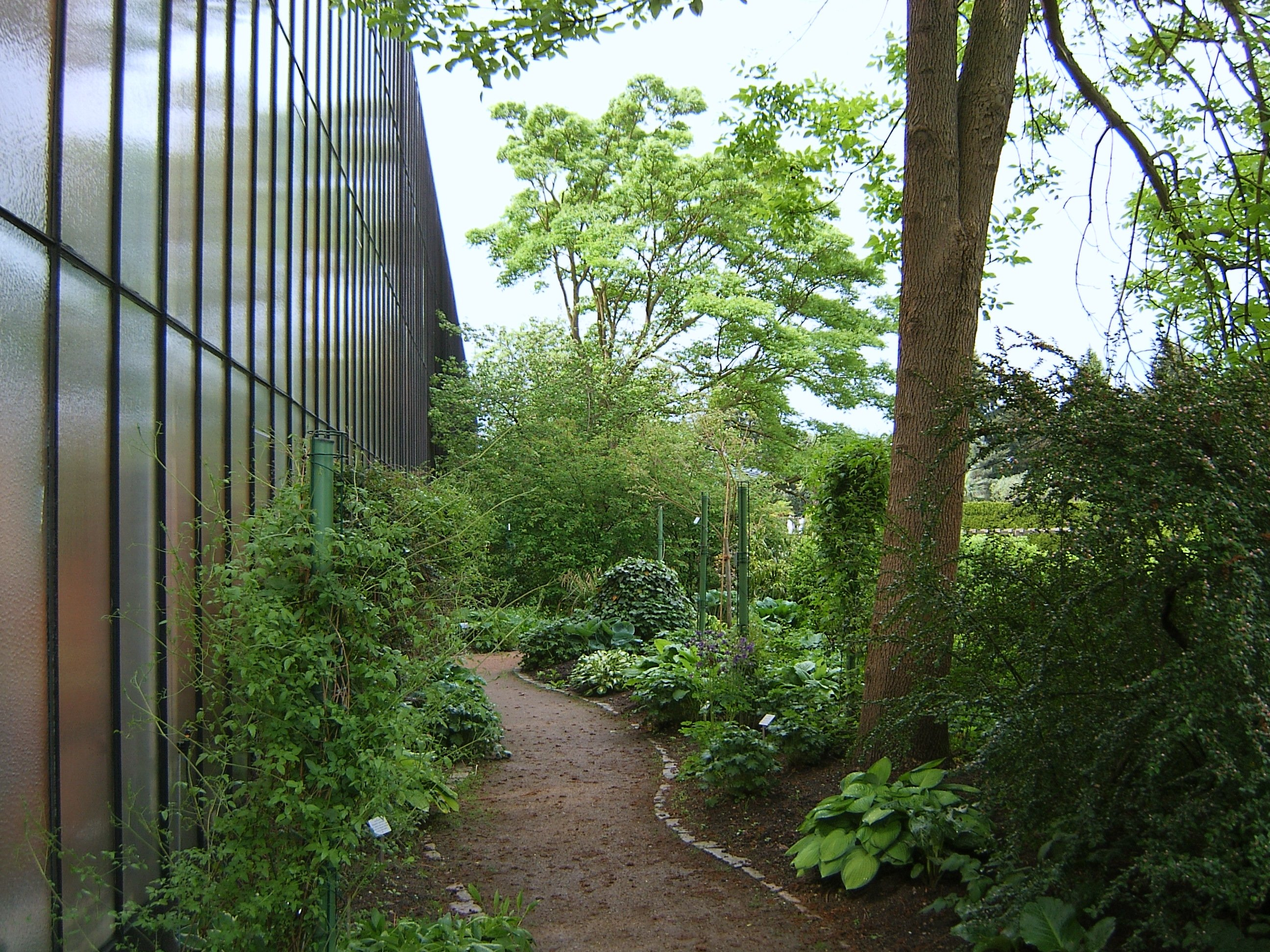
Anzuchtgewächshäuser des Biozentrums
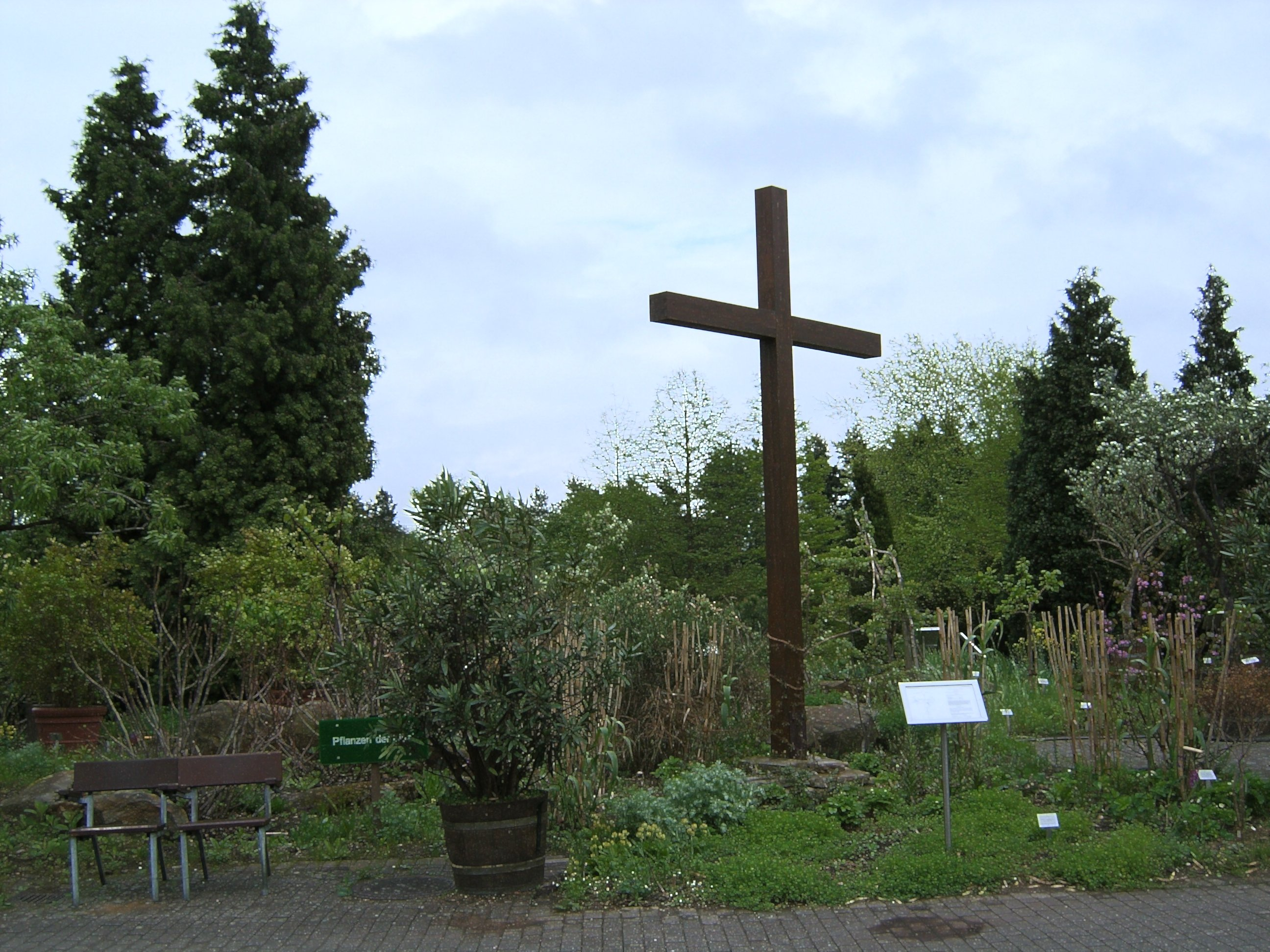
Ordnung nach Themen: Die Pflanzen der Bibel
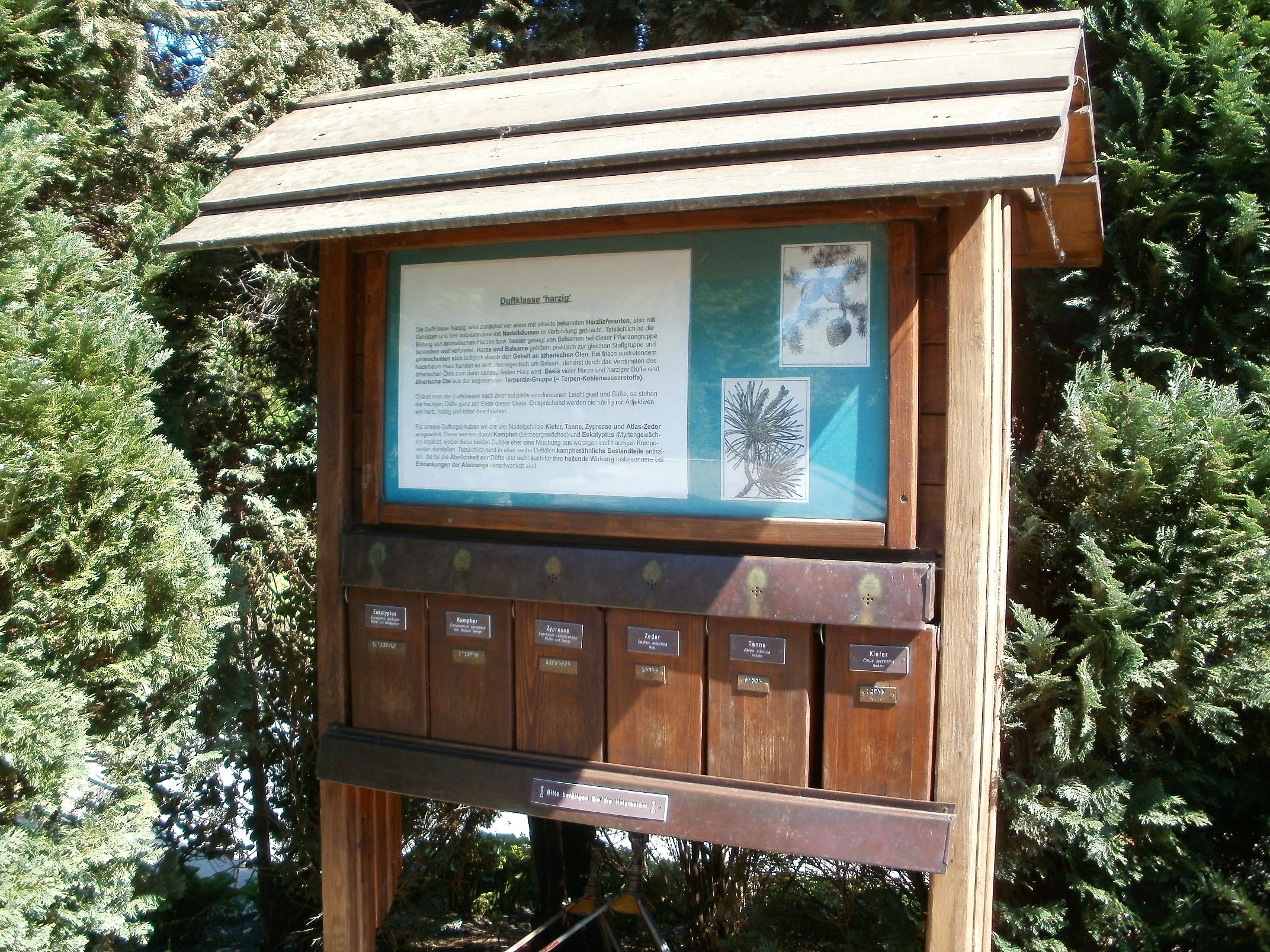
Duftorgel im Freigelände
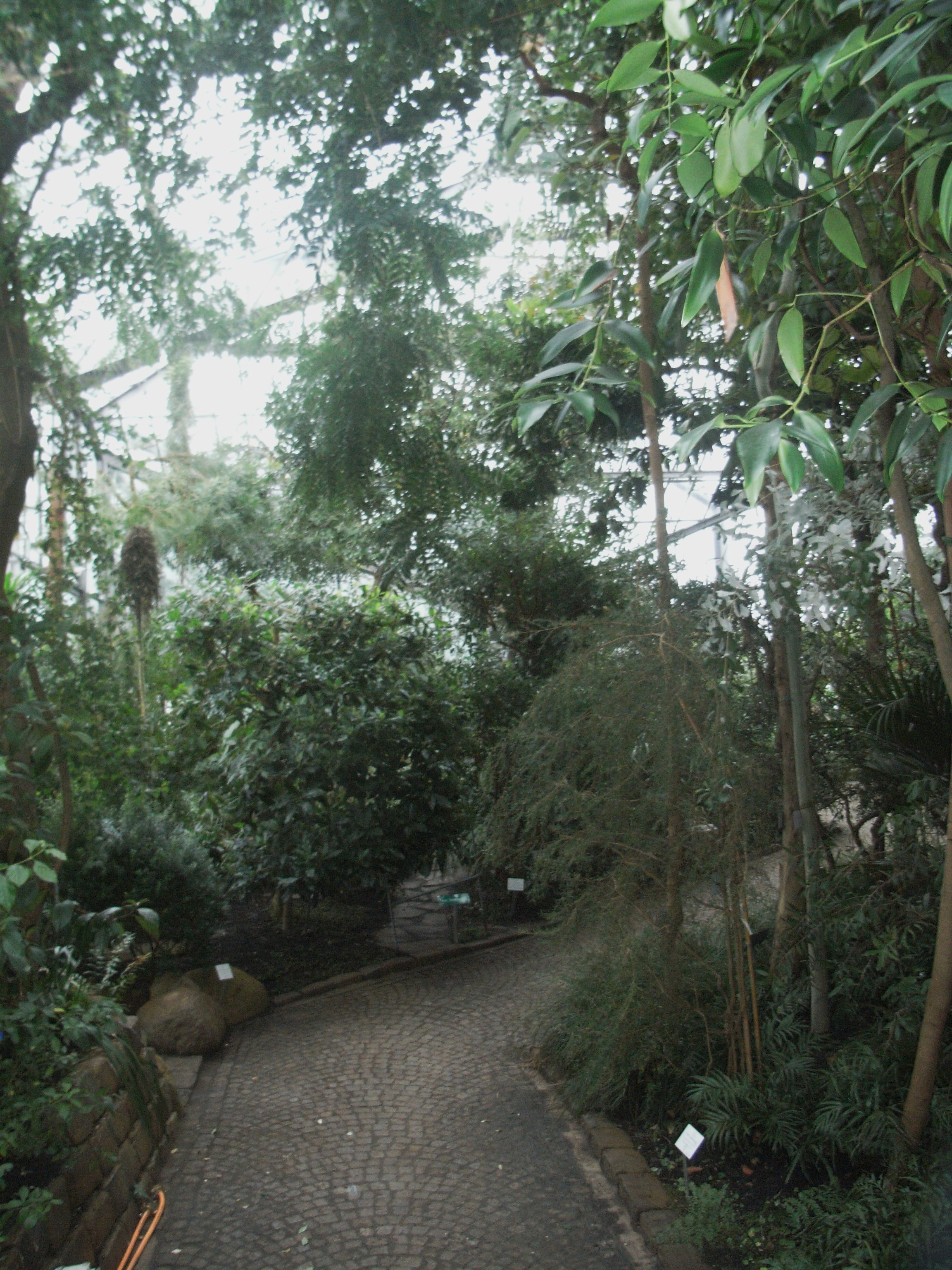
Im Tropenhaus
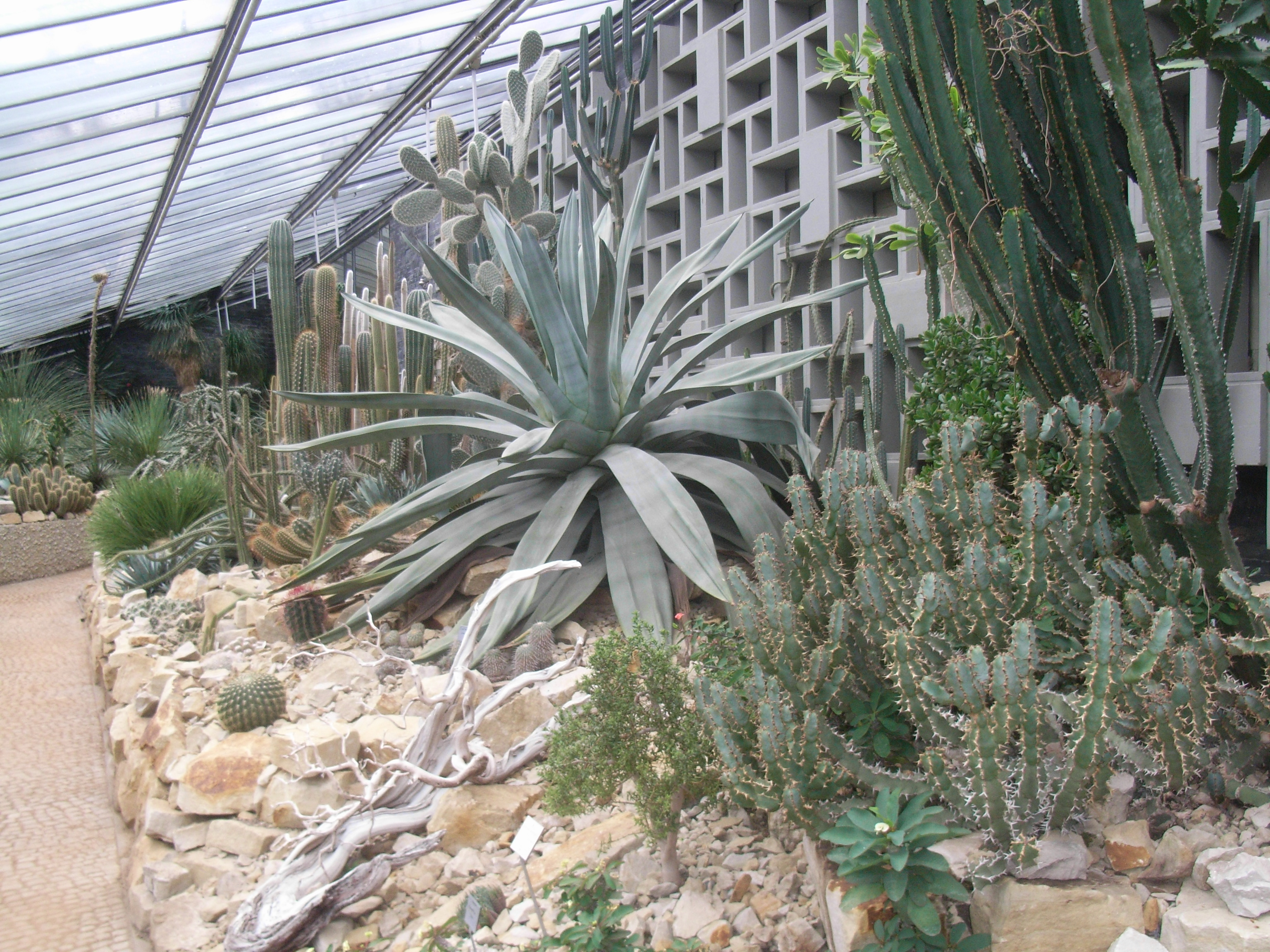
Kakteengewächse in den Schaugewächshäusern
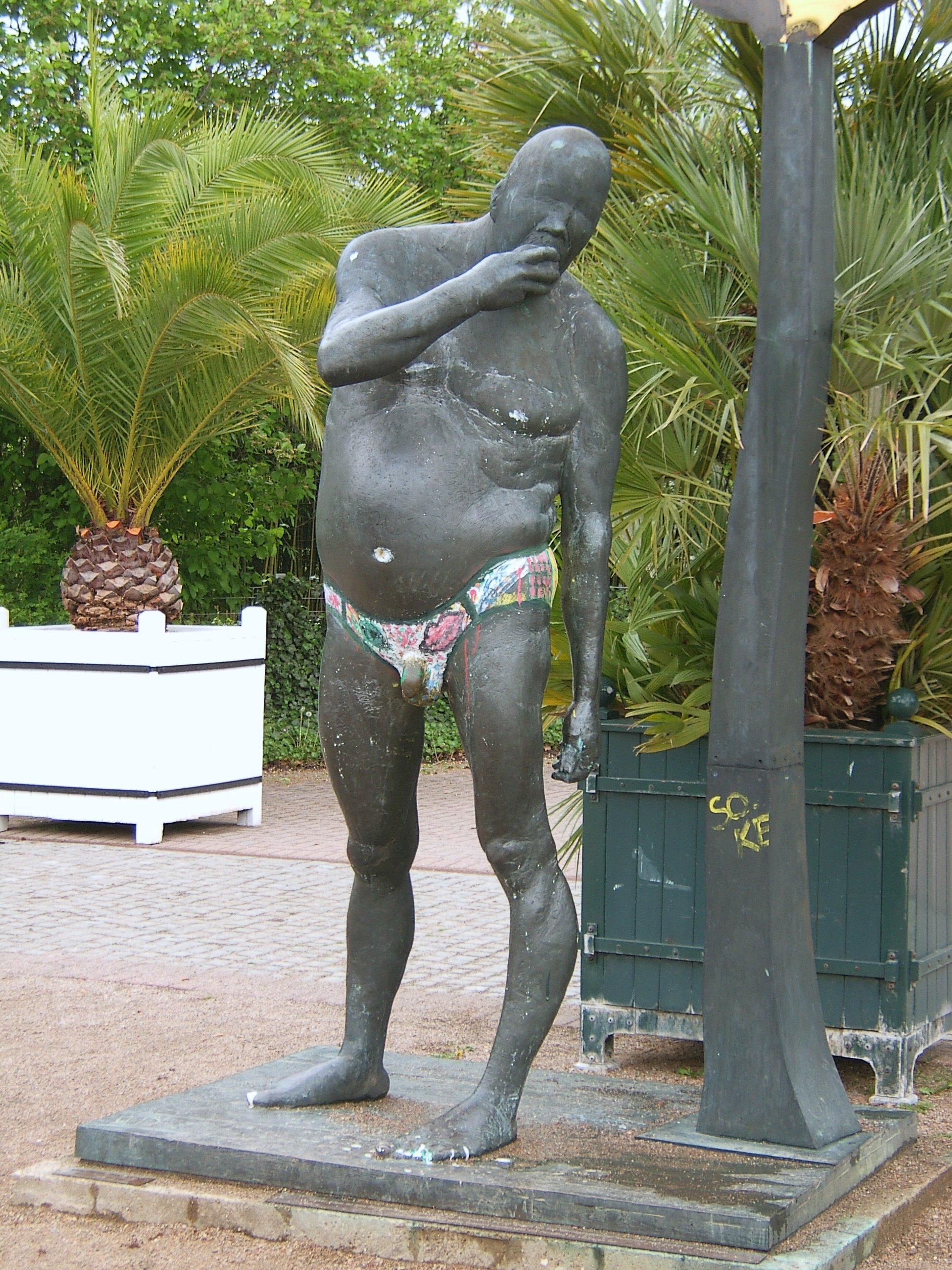
Adam plündert sein Paradies von Waldemar Otto vor dem Haupteingang
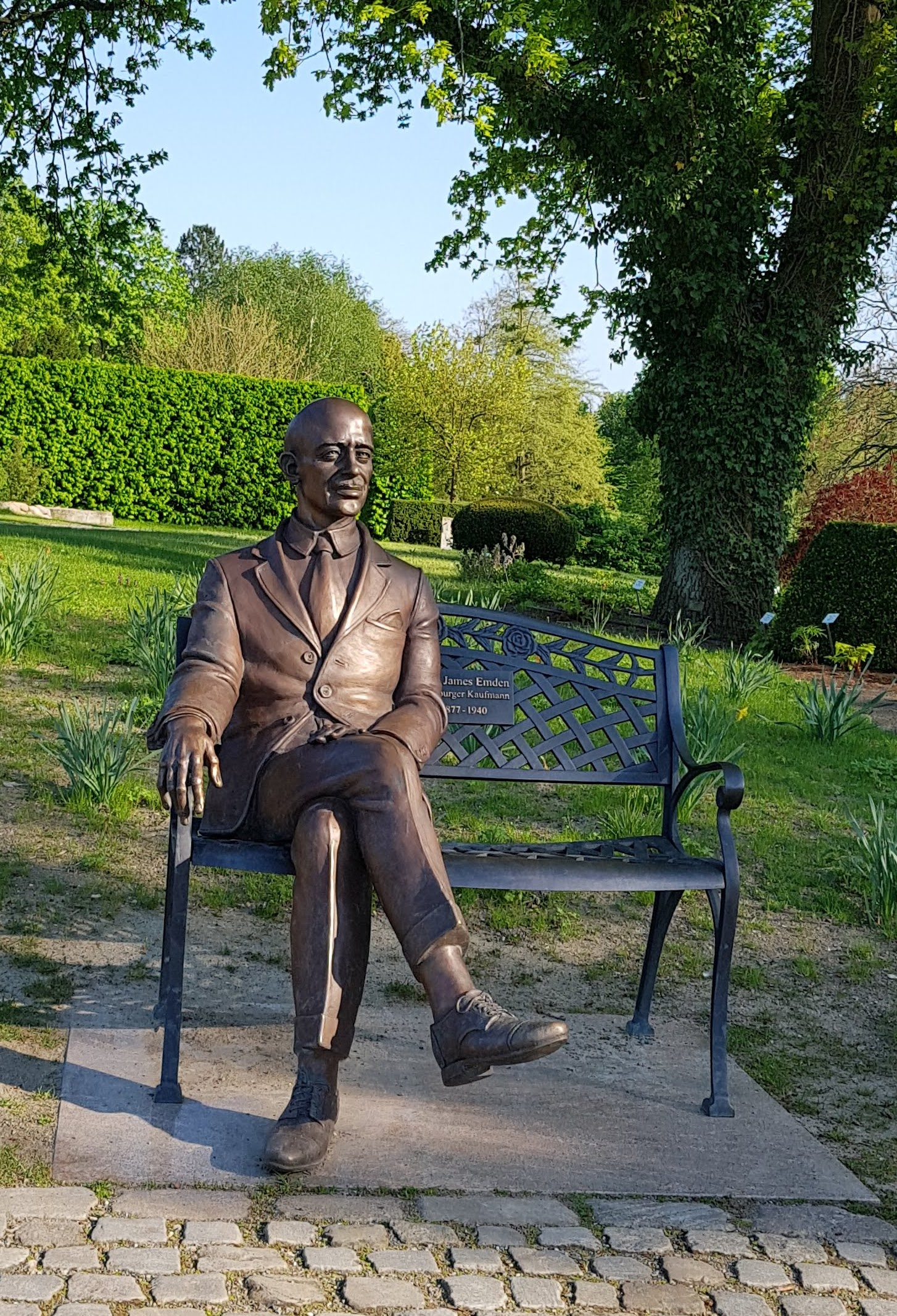
Max Emden als Skulptur im Garten
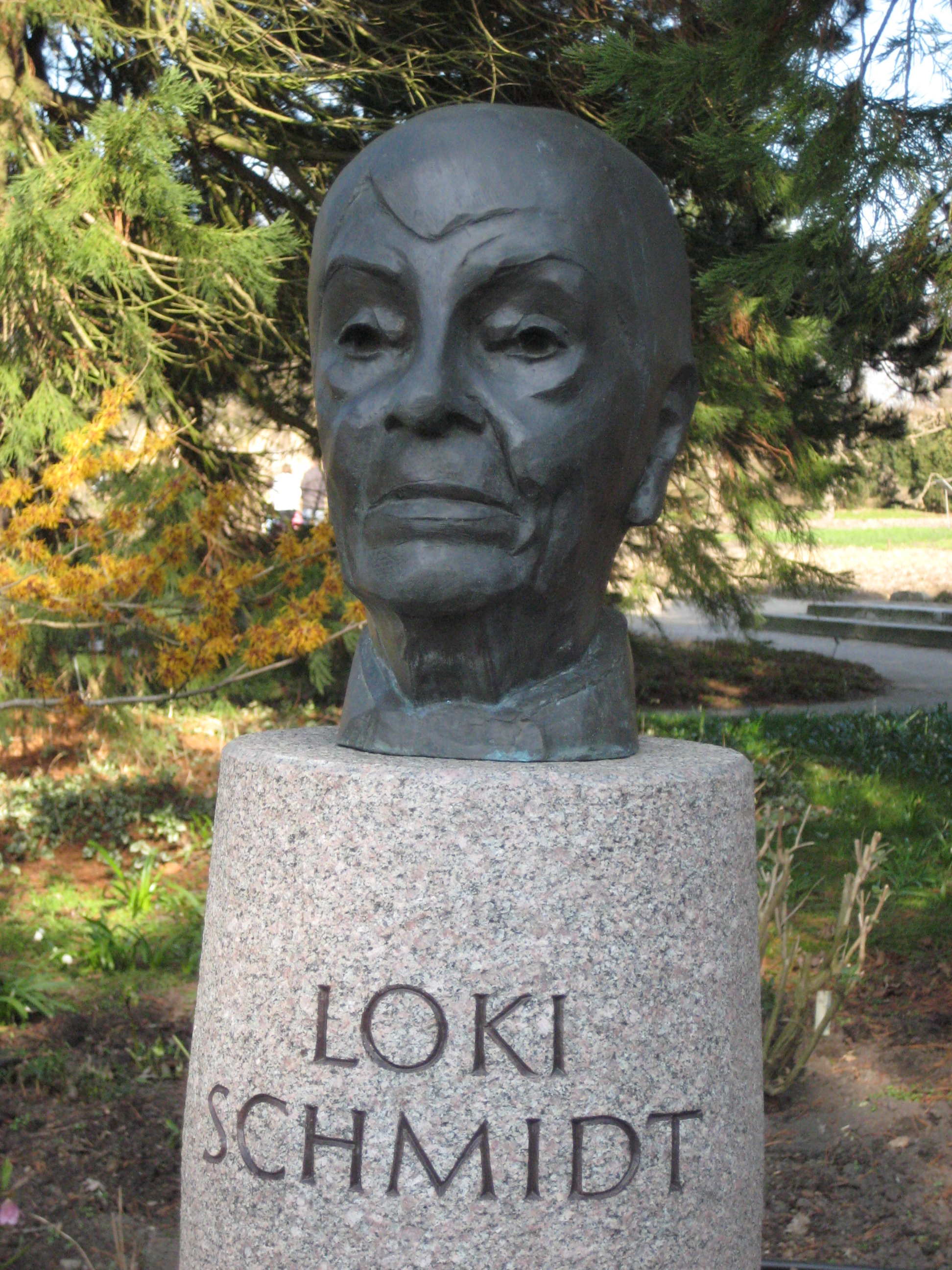
Loki-Schmidt-Büste von Manfred Sihle-Wissel
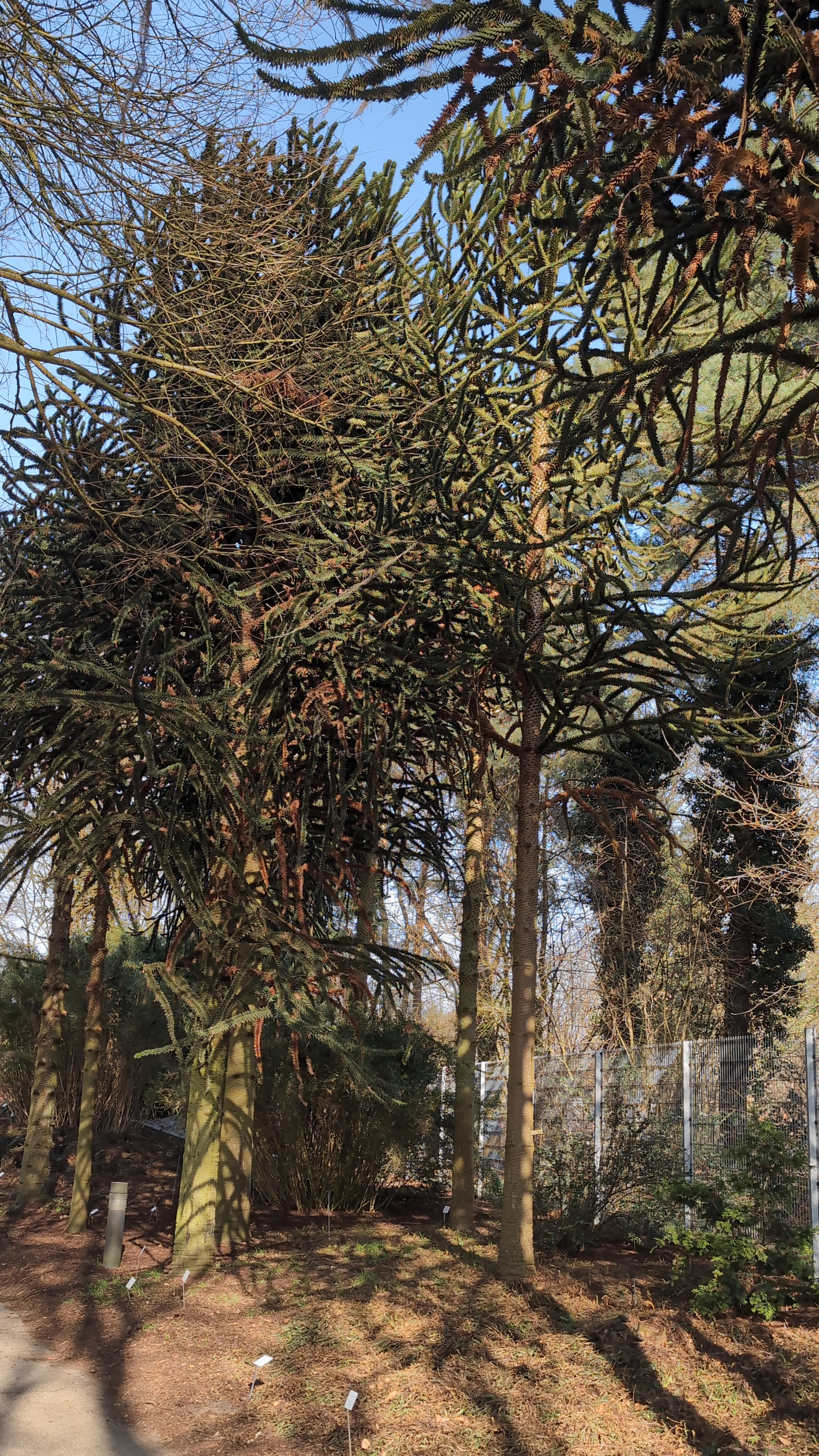
Araukarien-Wald

## Anbindung an das öffentliche Verkehrsnetz
Der Loki-Schmidt-Garten liegt gegenüber der S-Bahn-Station Klein-Flottbek der Linie S1. Die Busse M21 und M15 haben hier ihre Endhaltestelle.

## Veröffentlichungen
Historisch

### Doubletten-Verzeichnisse
- Johann Heinrich Ohlendorff (Hrsg.): Verzeichniss von im Freien ausdauernden Bäume, Gesträuche und Staudengewächse, sowie von Hauspflanzen, welche im Hamburgischen Botanischen Garten abgegeben werden können. Johann Augugust Meissner, Hamburg 1834, S. 118 (Digitalisat).
- Verzeichniss einer Auswahl von im Freien ausdauernden Bäumen, Gesträuchen und Staudengewächsen, so wie von Hauspflanzen, welche im Hamburgischen Botanischen Garten abgegeben werden können. Johann Augugust Meissner, Hamburg 1841, S. 108 (Digitalisat).
- Eduard Otto (Hrsg.): Verzeichniss einer Auswahl von im Freien ausdauernden Bäumen, Gesträuchen und Staudengewächsen, so wie von Hauspflanzen, welche im Hamburgischen Botanischen Garten abgegeben werden können. Johann Augugust Meissner, Hamburg 1845, S. 73 (Digitalisat).
- Eduard Otto (Hrsg.): Verzeichniss von im Freien ausdauernden Bäumen, Gesträuchen und Staudengewächsen, sowie von Hauspflanzen, welche im Hamburgischen Botanischen Garten abgegeben werden können. Johann Augugust Meissner, Hamburg 1847, S. 110 (Digitalisat).
- Eduard Otto (Hrsg.): Nachtrag zum Verzeichniss von im Freien ausdauernden Bäumen, Gesträuchen und Staudengewächsen, sowie von Hauspflanzen, welche im Hamburgischen Botanischen Garten abgegeben werden können. Johann Augugust Meissner, Hamburg 1848, S. 18 (Digitalisat).
- Eduard Otto (Hrsg.): Verzeichniss von im Freien ausdauernden Staudengewächsen, Bäumen und Gesträuchen, welche im Hamburgischen Botanischen Garten abgegeben werden können. Johann Augugust Meissner, Hamburg 1849, S. 35 (Digitalisat).
- Eduard Otto (Hrsg.): Auszug aus dem Doubletten-Verzeichniss von 1853 des Hamburgischen Botanischen Gartens und Nachtrag neu hinzugekommener Pflanzen. Johann Augugust Meissner, Hamburg 1854 (Digitalisat).
- Eduard Otto (Hrsg.): Verzeichniss von Gewächshaus-Pflanzen, Stauden-Gewächsen, Bäumen und Gesträuchen, welche im Hamburgischen Botanischen Garten abgegeben werden können. Johann Augugust Meissner, Hamburg 1855 (Digitalisat).
- Eduard Otto (Hrsg.): Nachtrag zum Doubletten-Verzeichniss von 1855 Hamburgischen botanischen Garten. Johann Augugust Meissner, Hamburg 1856 (Digitalisat – Digitalisate beschnitten).
- Eduard Otto (Hrsg.): Verzeichniss von Gewächshaus-Pflanzen, Stauden-Gewächsen, Bäumen und Gesträuchen, welche im Hamburgischen Botanischen Garten abgegeben werden können. Theodor Gottlieb Meissner, Hamburg 1857, S. 34 (Digitalisat).
- Eduard Otto (Hrsg.): Auszug und Nachtrag zu dem Verzeichniss von 1861 über Gewächshauspflanzen, Stauden-Gewächsen, etc., welche im Hamburgischen Botanischen Garten abgegeben werden können. Theodor Gottlieb Meissner, Hamburg 1862, S. 8 (Digitalisat).
- Eduard Otto (Hrsg.): Verzeichniss von Gewächshaus-Pflanzen, Stauden-Gewächsen, Bäumen und Gesträuchen, welche im Hamburgischen Botanischen Garten abgegeben werden können. Nestler & Melle, Hamburg 1859, S. 70 (Digitalisat).
- Eduard Otto (Hrsg.): Verzeichniss von Gewächshaus-Pflanzen, Stauden-Gewächsen, Bäumen und Gesträuchen, welche im Hamburgischen Botanischen Garten abgegeben werden können. Theodor Gottlieb Meissner, Hamburg 1861, S. 68 (Digitalisat).
- Eduard Otto (Hrsg.): Verzeichniss von Gewächshaus-Pflanzen, Stauden-Gewächsen, Bäumen und Gesträuchen, welche im Hamburgischen Botanischen Garten abgegeben werden können. Theodor Gottlieb Meissner, Hamburg 1863, S. 65 (Digitalisat).